# Pepene galben
Pepenele galben (Cucumis melo) sau zămos (Moldova) este o plantă erbacee unisexuat monoică (cu flori de sex diferit pe aceeași plantă), cu tulpina târâsauare. Se cultivă pentru fructul său, care se coace vara, conține multă apă și este de gust dulce.
Planta are tulpini moi și cu pilozități care cresc la nivel cu pământul. Frunzele sunt de formă palmiformă, adică forma lor este asemănătoare unei mâini. Florile sunt galbene și fiecare are un singur sex.

## Fruct
Forma fructului variază între sferică și elipsoidală. În așa-zișii pepeni banană există ondulații care îi fac să pară un dovleac. Mărimea lor depinde în funcție de varietate și condițiile de cultivare. Din această cauză există pepeni galbeni de 400 g și alții mari, care pot cântări 20 kg sau chiar mai mult. Varietățile cele mai folosite, au greutăți între o 0,5 kg și 5 kg.
Culoarea epidermei și pulpei este variabilă în funcție de grupul din care face parte. Epiderma poate fi albă, aspră sau reticulată (prezintă un aspect de rețea). Pulpa fructului este aromată, suavă și de diferite culori: galben, verde, roz sau culori intermediare. În centru există o cavitate care conține multe semințe acoperite de o substanță lipicioasă.

## Cultivare
Între Cucurbitaceae, pepenele galben este mai exigent decât dovleacul și mai puțin decât pepenele verde (Citrullus vulgaris). Are nevoie de cel puțin 15°C ca să germineze; semănarea se face în afara perioadelor de îngheț și în aer liber, primăvara. Pentru a se dezvolta și a fructifica în condiții bune are nevoie ca temperatura medie să se mențină peste 24°C timp de trei luni după germinare.
Irigarea trebuie să se facă cu atenție, deoarece apa nu trebuie să ude frunzele, acestea putrezind cu ușurință. Se poate cultiva în terenuri mai uscate, unde fructul poate fi mai gustos, dar având un randament economic mai mic. Este necesar să se "rărească frunzele" pentru a evita să crească prea viguroase și să producă prea multe flori masculine și puține feminine, acestea din urmă fiind cele care vor produce fructele. În solare se cultvă pepeni galbeni care vor produce mai repede, aceste plante cresc vertical și sunt susținute cu ajutorul unor corzi.
Fructul nu trebuie să fie recoltat decât atunci când coacerea este asigurată și conținutul de zahăr este ridicat. La atingere se simte când coaja din jurul cozii cedează ușor la presiunea degetelor; greutatea este, de asemenea, un indicator caracteristic, crescând pe măsură ce maturizarea mărește densitatea pulpei fructului.
Pepenele galben poate suferi atacuri din partea mai multor ciuperci parazite din sol, răul alb (Sphaerotheca pannosa). Aceasta poate fi eradicată cu fungicide care nu conțin sulf, planta fiind sensibilă la acest element.

## Varietăți
Există mai multe grupuri sau varietăți, care diferă în aspect, proprietăți sau mod de cultivare. Între acestea cele mai cunoscute sunt: Cucumis melo cantalupensis, Cucumis melo reticulatus și pepenele chinezesc.
Există culturi dezvoltate cu pepeni hibrizi, cu alte specii de Cucurbitaceae, mărind rezistența la anumite ciuperci parazite.

## Galerie

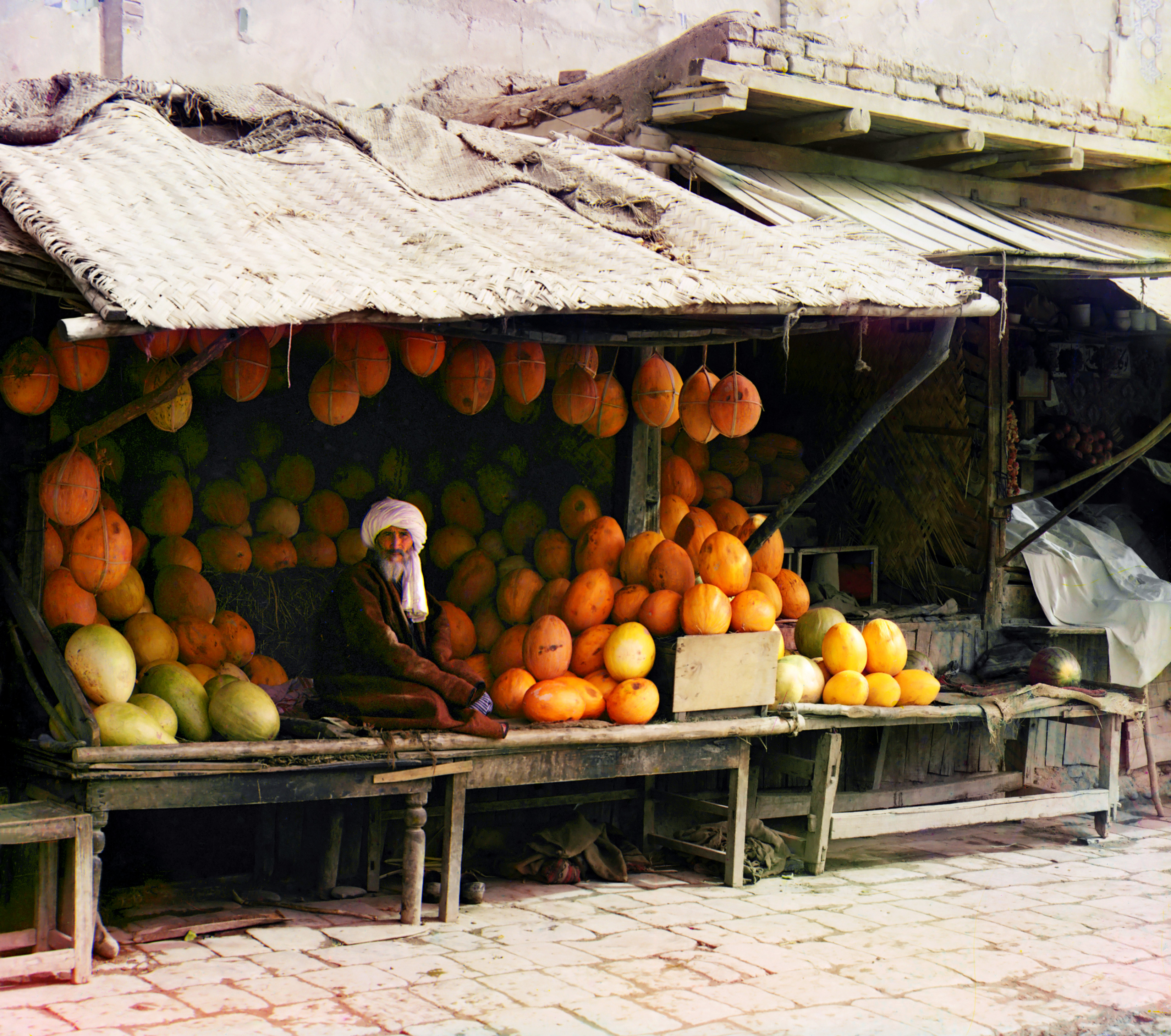
vânzător de pepeni în 1910 în Samarkand
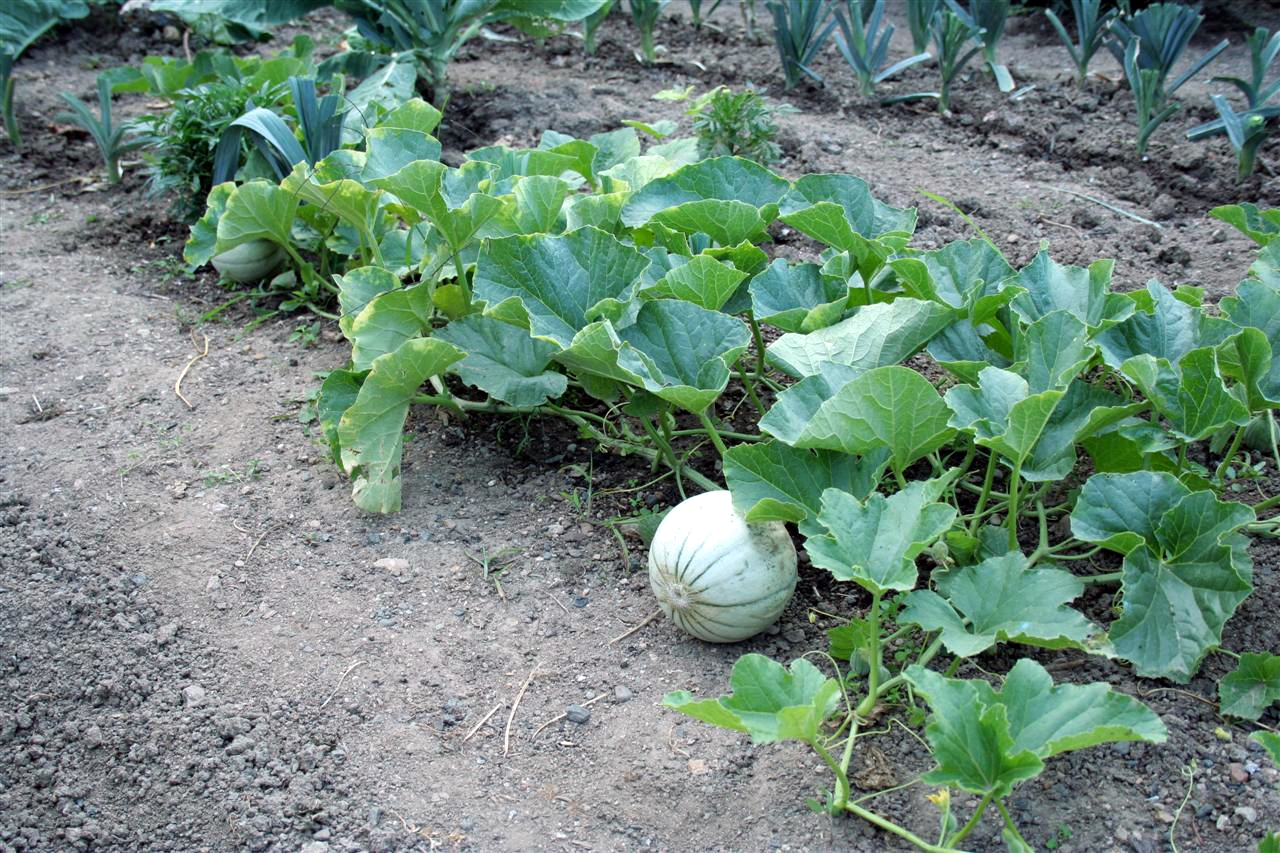